# Konstantín Skriabin
Konstantín Ivánovich Skriabin (transliteración de cirílico ruso : Константи́н Ива́нович Скря́бин) (7 de diciembre de 1878, San Petersburgo - 1972) fue un parasitólogo soviético.

## Biografía
Se diplomó en el Instituto veterinario de Yúriev (hoy Tartu) en 1905 y trabajó en Shymkent, Kazajistán de 1905 a 1907. Después estuvo en Aoulie-Ata (hoy Tartu) de 1907 a 1911 Estudió en la universidad de Kaliningrado y también asistió a la Universidad de Lausana y a la Escuela veterinaria de Casas-Alfort de 1912 a 1914. Se marchó en 1915, trabajando en el Servicio central de medicina veterinaria de Rusia después enseñó parasitología en el Instituto veterinario de Novocherkask de 1917 a 1920,  dirigiendo el Departamento de helmintología del Instituto de medicina veterinaria desde 1920 a 1925, después en el Departamento siempre de Helmintología del Instituto central de medicina tropical de 1921 a 1949.

## Honores

### Membresías
Skriabin formó parte de la Academia de Ciencias de Rusia y de numerosas otras sociedades del conocimiento. 
Recibe numerosos honores como la Orden de Lenin. Obtiene un título de doctor en medicina veterinaria en 1934, un título de doctor en medicina humana en 1938 y un título de doctor en ciencias biológicas en 1943. Juega un rol considerable en el estudio de los helmintos y en el descubrimiento de numerosas especies.

## Abreviatura (zoología)
La abreviatura Skriabin  se emplea para indicar a Konstantín Skriabin como autoridad en la descripción y taxonomía en zoología.

## Fuente
- Allen G. Debus (dir.) (1968). World Who’s Who in Science. A Biographical Dictionary of Notable Scientists from Antiquity to the Present. Marquis-Who’s Who (Chicago) : xvi + 1855 p.